# Fausto Gamba
Fausto Gamba (Brescia, 1917 – Dnjepropetrowsk, 24 dicembre 1942) è stato un militare italiano insignito della medaglia d'oro al valor militare alla memoria nel corso della seconda guerra mondiale.

## Biografia
Nacque a Brescia nel 1917. Studente del quarto anno nella facoltà di medicina presso l'Università di Milano, fu arruolato nell'arma di fanteria del Regio Esercito nel giugno 1941 ed ammesso a frequentare la Scuola allievi ufficiali della specialità alpini a Bassano del Grappa da cui uscì nel mese di ottobre con la nomina a sottotenente di complemento. Assegnato al 7º Reggimento alpini, fu prima in servizio presso il LI Battaglione d'istruzione bersaglieri a Marostica e poi, dal l° giugno 1942, fu trasferito al battaglione alpini "Val Cismon" mobilitato del 9º Reggimento alpini. Un mese dopo partiva per l'Unione Sovietica al seguito della 3ª Divisione alpina "Julia" assegnata all'ARMIR. Rimasto gravemente ferito il 24 dicembre, nel corso della seconda battaglia difensiva del Don, decedette quattro giorni dopo presso l'ospedale di Dnjepropetrowsk in Ucraina. Fu insignito della medaglia d'oro al valor militare alla memoria.